# L'Autobiographie de Malcolm X
 (mai 2016).
Si vous disposez d'ouvrages ou d'articles de référence ou si vous connaissez des sites web de qualité traitant du thème abordé ici, merci de compléter l'article en donnant les références utiles à sa vérifiabilité et en les liant à la section « Notes et références ».

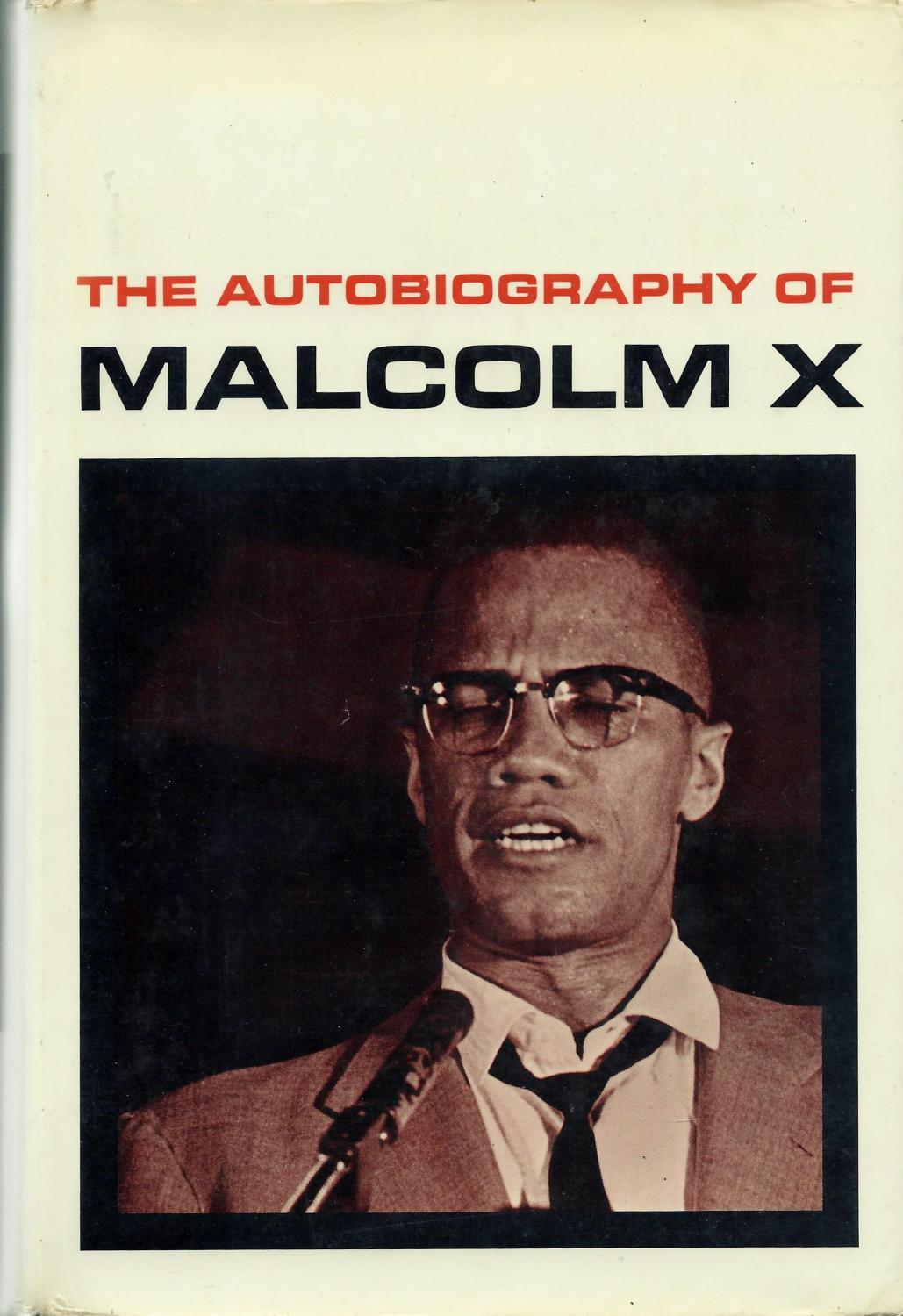
Couverture de la jaquette de la première édition de The Autobiography of Malcolm X (1965) de Malcolm X et Alex Haley.

L'Autobiographie de Malcolm X (The Autobiography of Malcolm X), publié en 1965, est le résultat d'une collaboration entre le militant des droits de l'homme, Malcolm X et le journaliste Alex Haley, co-auteur. L'Autobiographie est basée sur une série d'entrevues en profondeur, qu'il dirigea entre 1963 et 1965, année où Malcolm X a été assassiné. L'Autobiographie est un récit sur la conversion spirituelle qui décrit la philosophie de Malcolm X, celle de la fierté d'être noir, le nationalisme noir et le panafricanisme. Après l'assassinat de Malcolm X, Haley a écrit l'épilogue du livre. Il décrit leur processus de collaboration et les événements à la fin de la vie de Malcolm X.